# Boromys torrei
Boromys torrei är en utdöd däggdjursart som beskrevs av Allen 1917. Boromys torrei ingår i släktet Boromys och familjen lansråttor. IUCN kategoriserar arten globalt som utdöd. Inga underarter finns listade.
Denna gnagare levde på Kuba. Det antas att den dog ut efter européernas ankomst på ön.